# Grande Prêmio do México de 1991
Resultados do Grande Prêmio do México de Fórmula 1 realizado na Cidade do México em 16 de junho de 1991. Sexta etapa do campeonato, foi vencido pelo italiano Riccardo Patrese, que subiu ao pódio junto a Nigel Mansell numa dobradinha da Williams-Renault, com Ayrton Senna em terceiro pela McLaren-Honda.

## Resumo
Ayrton Senna chegou ao México com poucas esperanças de vitória, já que as Williams-Renault estiveram bem mais superior que os bólidos da McLaren. A pole position pela segunda vez seguida ficou com Riccardo Patrese. Nigel Mansell largou em segundo, Ayrton Senna em terceiro, mesmo depois de uma batida fortíssima na "Curva Peraltada", virando o carro de cabeça para baixo no impacto contra o muro de pneus. Senna tinha se magoado num acidente de jet-ski uns dias antes e estava ainda combalido, logo, o seu tempo nos treinos iria ficar afetado. Nelson Piquet largou em sexto, Roberto Moreno em nono e Maurício Gugelmin em vigésimo primeiro.
Na largada, Mansell assumiu a liderança, seguido de Alesi, Senna, Patrese, Berger e Modena. Na quinta volta, o motor de Berger explodiu na reta dos boxes. Na oitava volta, Patrese já era o segundo, e Senna era muito pressionado por Jean Alesi, até ser ultrapassado na volta 12. Na volta 15, o grande momento da corrida, Patrese partiu para o ataque em cima de Mansell e o ultrapassou, assumindo a liderança.
Depois disso, Patrese abriu facilmente, enquanto Mansell chegou a ficar 15 voltas sendo pressionado por Senna. Mansell chegou a encostar no seu companheiro de equipe nas voltas finais, mas a vitória ficou com Riccardo Patrese. Nigel Mansell ficou em segundo, Ayrton Senna chegou em terceiro mas não foi ao pódio, porque ficou com dor nos braços devido ao acidente de sexta.
Completaram a zona de pontos, Andrea de Cesaris, Roberto Moreno e Eric Bernard. Piquet abandonou na volta 45, com problemas na roda direita. Gugelmin também abandonou na volta 15 com motor quebrado.
Após 6 provas, Senna é o líder do campeonato com 44 pontos, 24 a frente de Patrese, Piquet é o terceiro com 16, e Mansell o quarto com 13.

## Classificação da corrida

### Pré-classificação
| Pos. | Nº | Piloto             | Construtor        | Tempo    | Dif.             |
| ---- | -- | ------------------ | ----------------- | -------- | ---------------- |
| 1    | 22 | J. J. Lehto        | Dallara-Judd      | 1:28.381 | —                |
| 2    | 14 | Olivier Grouillard | Fondmetal-Ford    | 1:28.959 | + 0.578          |
| 3    | 33 | Andrea de Cesaris  | Jordan-Ford       | 1:29.545 | + 1.164          |
| DSQ  | 34 | Nicola Larini      | Lambo-Lamborghini | 1:29.688 | [ 6 ] [ nota 1 ] |
| 4    | 32 | Bertrand Gachot    | Jordan-Ford       | 1:30.599 | + 2.218          |
| 5    | 35 | Eric van de Poele  | Lambo-Lamborghini | 1:30.655 | + 2.274          |
| 6    | 31 | Pedro Chaves       | Coloni-Ford       | 1:37.144 | + 8.763          |
| 7    | 21 | Emanuele Pirro     | Dallara-Judd      | 1:40.164 | + 11.783         |

### Treinos
| Pos.    | Nº | Piloto             | Construtor         | Q1       | Q2        | Dif.    |
| ------- | -- | ------------------ | ------------------ | -------- | --------- | ------- |
| 1       | 6  | Riccardo Patrese   | Williams-Renault   | 1:16.696 | 1:17.192  | —       |
| 2       | 5  | Nigel Mansell      | Williams-Renault   | 1:16.978 | 1:18.346  | + 0.282 |
| 3       | 1  | Ayrton Senna       | McLaren-Honda      | 1:17.264 | 1:18.711  | + 0.568 |
| 4       | 28 | Jean Alesi         | Ferrari            | 1:18.129 | 1:19.581  | + 1.433 |
| 5       | 2  | Gerhard Berger     | McLaren-Honda      | 1:18.156 | 1:18.980  | + 1.460 |
| 6       | 20 | Nelson Piquet      | Benetton-Ford      | 1:18.168 | 1:19.117  | + 1.472 |
| 7       | 27 | Alain Prost        | Ferrari            | 1:18.183 | 1:20.778  | + 1.487 |
| 8       | 4  | Stefano Modena     | Tyrrell-Honda      | 1:18.911 | 1:18.216  | + 1.520 |
| 9       | 19 | Roberto Moreno     | Benetton-Ford      | 1:18.589 | 1:18.375  | + 1.679 |
| 10      | 14 | Olivier Grouillard | Fondmetal-Ford     | 1:18.453 | 1:29.560  | + 1.757 |
| 11      | 33 | Andrea de Cesaris  | Jordan-Ford        | 1:20.053 | 1:18.935  | + 2.239 |
| 12      | 8  | Mark Blundell      | Brabham-Yamaha     | 1:19.064 | 49:28.503 | + 2.368 |
| 13      | 3  | Satoru Nakajima    | Tyrrell-Honda      | 1:19.971 | 1:19.092  | + 2.396 |
| 14      | 25 | Thierry Boutsen    | Ligier-Lamborghini | 1:20.978 | 1:19.201  | + 2.505 |
| 15      | 23 | Pierluigi Martini  | Minardi-Ferrari    | 1:19.215 | 1:19.878  | + 2.519 |
| 16      | 22 | J. J. Lehto        | Dallara-Judd       | 1:19.291 | 1:20.029  | + 2.595 |
| 17      | 7  | Martin Brundle     | Brabham-Yamaha     | 1:20.378 | 1:19.647  | + 2.951 |
| 18      | 29 | Eric Bernard       | Lola-Ford          | 1:20.442 | 1:19.785  | + 3.089 |
| 19      | 30 | Aguri Suzuki       | Lola-Ford          | 1:21.737 | 1:20.049  | + 3.353 |
| 20      | 32 | Bertrand Gachot    | Jordan-Ford        | 1:20.050 | 1:20.551  | + 3.354 |
| 21      | 15 | Maurício Gugelmin  | Leyton House-Ilmor | 1:20.200 | 1:20.535  | + 3.504 |
| 22      | 16 | Ivan Capelli       | Leyton House-Ilmor | 1:20.252 | 1:21.053  | + 3.556 |
| 23      | 24 | Gianni Morbidelli  | Minardi-Ferrari    | 1:21.257 | 1:20.322  | + 3.626 |
| 24      | 11 | Mika Häkkinen      | Lotus-Judd         | 1:20.823 | 1:22.072  | + 4.127 |
| 25      | 12 | Johnny Herbert     | Lotus-Judd         | 1:20.830 | 1:22.964  | + 4.134 |
| 26      | 9  | Michele Alboreto   | Footwork-Porsche   | 1:21.429 | 1:21.178  | + 4.482 |
| 27      | 26 | Erik Comas         | Ligier-Lamborghini | 1:21.737 | 1:21.225  | + 4.529 |
| 28      | 17 | Gabriele Tarquini  | AGS-Ford           | 1:22.258 | 1:22.398  | + 5.562 |
| 29      | 10 | Stefan Johansson   | Footwork-Porsche   | 1:22.938 | 1:22.598  | + 5.902 |
| 30      | 18 | Fabrizio Barbazza  | AGS-Ford           | 1:22.899 | 1:23.920  | + 6.203 |
| Fontes: |    |                    |                    |          |           |         |

### Corrida
| Pos.    | Nº | Piloto             | Construtor         | Voltas              | Tempo/Diferença     | Grid                | Pontos              |
| ------- | -- | ------------------ | ------------------ | ------------------- | ------------------- | ------------------- | ------------------- |
| 1       | 6  | Riccardo Patrese   | Williams-Renault   | 67                  | 1:29:52.205         | 1                   | 10                  |
| 2       | 5  | Nigel Mansell      | Williams-Renault   | 67                  | + 1.336             | 2                   | 6                   |
| 3       | 1  | Ayrton Senna       | McLaren-Honda      | 67                  | + 57.356            | 3                   | 4                   |
| 4       | 33 | Andrea de Cesaris  | Jordan-Ford        | 66                  | + 1 volta           | 11                  | 3                   |
| 5       | 19 | Roberto Moreno     | Benetton-Ford      | 66                  | + 1 volta           | 9                   | 2                   |
| 6       | 29 | Eric Bernard       | Lola-Ford          | 66                  | + 1 volta           | 18                  | 1                   |
| 7       | 24 | Gianni Morbidelli  | Minardi-Ferrari    | 66                  | + 1 volta           | 23                  |                     |
| 8       | 25 | Thierry Boutsen    | Ligier-Lamborghini | 65                  | + 2 voltas          | 14                  |                     |
| 9       | 11 | Mika Häkkinen      | Lotus-Judd         | 65                  | + 2 voltas          | 24                  |                     |
| 10      | 12 | Johnny Herbert     | Lotus-Judd         | 65                  | + 2 voltas          | 25                  |                     |
| 11      | 4  | Stefano Modena     | Tyrrell-Honda      | 65                  | + 2 voltas          | 8                   |                     |
| 12      | 3  | Satoru Nakajima    | Tyrrell-Honda      | 64                  | + 3 voltas          | 13                  |                     |
| Ret     | 8  | Mark Blundell      | Brabham-Yamaha     | 54                  | Motor               | 12                  |                     |
| Ret     | 32 | Bertrand Gachot    | Jordan-Ford        | 51                  | Rodou               | 20                  |                     |
| Ret     | 30 | Aguri Suzuki       | Lola-Ford          | 48                  | Câmbio              | 19                  |                     |
| Ret     | 20 | Nelson Piquet      | Benetton-Ford      | 44                  | Rolamento de roda   | 6                   |                     |
| Ret     | 28 | Jean Alesi         | Ferrari            | 42                  | Embreagem           | 4                   |                     |
| Ret     | 22 | J. J. Lehto        | Dallara-Judd       | 30                  | Motor               | 16                  |                     |
| Ret     | 9  | Michele Alboreto   | Footwork-Porsche   | 24                  | Motor               | 26                  |                     |
| Ret     | 7  | Martin Brundle     | Brabham-Yamaha     | 20                  | Roda                | 17                  |                     |
| Ret     | 16 | Ivan Capelli       | Leyton House-Ilmor | 19                  | Motor               | 22                  |                     |
| Ret     | 27 | Alain Prost        | Ferrari            | 16                  | Alternador          | 7                   |                     |
| Ret     | 15 | Maurício Gugelmin  | Leyton House-Ilmor | 15                  | Motor               | 21                  |                     |
| Ret     | 14 | Olivier Grouillard | Fondmetal-Ford     | 13                  | Motor               | 10                  |                     |
| Ret     | 2  | Gerhard Berger     | McLaren-Honda      | 5                   | Motor               | 5                   |                     |
| Ret     | 23 | Pierluigi Martini  | Minardi-Ferrari    | 4                   | Rodou               | 15                  |                     |
| DNQ     | 26 | Erik Comas         | Ligier-Lamborghini | Não qualificado     | Não qualificado     | Não qualificado     | Não qualificado     |
| DNQ     | 17 | Gabriele Tarquini  | AGS-Ford           | Não qualificado     | Não qualificado     | Não qualificado     | Não qualificado     |
| DNQ     | 10 | Stefan Johansson   | Footwork-Porsche   | Não qualificado     | Não qualificado     | Não qualificado     | Não qualificado     |
| DNQ     | 18 | Fabrizio Barbazza  | AGS-Ford           | Não qualificado     | Não qualificado     | Não qualificado     | Não qualificado     |
| DNPQ    | 34 | Nicola Larini      | Lambo-Lamborghini  | Não pré-qualificado | Não pré-qualificado | Não pré-qualificado | Não pré-qualificado |
| DNPQ    | 35 | Eric van de Poele  | Lambo-Lamborghini  | Não pré-qualificado | Não pré-qualificado | Não pré-qualificado | Não pré-qualificado |
| DNPQ    | 31 | Pedro Chaves       | Coloni-Ford        | Não pré-qualificado | Não pré-qualificado | Não pré-qualificado | Não pré-qualificado |
| DNPQ    | 21 | Emanuele Pirro     | Dallara-Judd       | Não pré-qualificado | Não pré-qualificado | Não pré-qualificado | Não pré-qualificado |
| Fontes: |    |                    |                    |                     |                     |                     |                     |

## Tabela do campeonato após a corrida
| Pos.    | Piloto           | Pontos |
| ------- | ---------------- | ------ |
| 1       | Ayrton Senna     | 44     |
| 2       | Riccardo Patrese | 20     |
| 3       | Nelson Piquet    | 16     |
| 4       | Nigel Mansell    | 13     |
| 5       | Alain Prost      | 11     |
| Fontes: |                  |        |

| 1       | McLaren-Honda    | 54 |
| 2       | Williams-Renault | 33 |
| 3       | Benetton-Ford    | 21 |
| 4       | Ferrari          | 16 |
| 5       | Tyrrell-Honda    | 11 |
| Fontes: |                  |    |

- Nota: Somente as primeiras cinco posições estão listadas.